# Birger Anderson
Carl Birger Anderson, född 16 december 1873 i Adolf Fredriks församling, Stockholm, död 7 mars 1957 i Uppsala församling, Uppsala län, var en svensk dirigent.

## Biografi
Birger Anderson föddes 1873 i Adolf Fredriks församling, Stockholm. Han musikdirektör vid Upplands regemente (infanteri). Anderson invaldes 1932 som associé i Kungliga Musikaliska Akademien. Han avled 1957 i Uppsala församling.